# Баумгарт, Николай Андреевич
Николай Андреевич Баумгарт (1814—1893) — русский генерал-артиллерист, военный теоретик.

## Биография
Родился 31 октября 1814 года. На службу поступил 30 января 1831 года. По окончании старших курсов артиллерийского училища был произведён в офицеры 25 января 1832 года, a 23 июля 1834 года переведён во 2-ю Гвардейскую артиллерийскую бригаду прапорщиком. Через три года произведённый за отличие в подпоручики, он вскоре был назначен состоять при артиллерийском училище.
В начале марта 1844 года, как выдающийся знаток артиллерийского дела, был назначен учёным секретарем артиллерийского отдела Военно-учёного комитета Главного артиллерийского управления.
Откомандированный затем в Пажеский корпус, Н. А. Баумгарт 23 марта 1847 года произведён в капитаны, а три месяца спустя, за отличие — в полковники. Зачисленный по артиллерии и продолжая службу в Пажеском корпусе, Баумгарт, с апреля 1849 года по 29 января следующего года состоял для поручений при штабе генерал-фельдцейхмейстера, a затем был назначен членом комитета по улучшению штуцеров и ружей, с оставлением на службе в Пажеском корпусе.
Во время Крымской войны Н. А. Баумгарт был адъютантом великого герцога Георгия Мекленбург-Стрелицкого с 19 марта 1854 года по 8 сентября 1855 года — день производства его в генерал-майоры.
В следующем году Н. А. Баумгарт награждён орденом св. Владимира 3-й степени, а в марте 1858 года назначен помощником инспектора стрелковых батальонов и 1 июня 1860 года, сверх того, также и заведующим резервными стрелковыми батальонами (до начала мая 1862 года).
Около полугода спустя, Н. А. Баумгарт получил назначение в начальники штаба 6-го армейского корпуса, а в августе 1864 — Московского военного округа, откуда в марте 1866 года поступил в совещательные члены оружейного отдела артиллерийского комитета главного артиллерийского управления. В генерал-лейтенанты Баумгарт произведён 30 августа 1863 года, а в генералы от артиллерии 25 ноября 1882 года.
Из высших орденов Н. А. Баумгарт имел все до ордена Святого Владимира 2-й степени включительно, а в 1883 году награждён знаком отличия беспорочной службы за 50 лет.
Умер в Санкт-Петербурге 11 сентября 1893 года. Похоронен на Никольском кладбище Александро-Невской лавры.

## Источник
- Баумгарт, Николай Андреевич // Русский биографический словарь : в 25 томах. — СПб.—М., 1896—1918.